# 阿普利亚 (葡萄牙)
阿普利亚是葡萄牙布拉加区的一个堂区。总面积10.51平方公里，总人口4323人，人口密度411.3人/平方公里。